# Folkets front for demokrati og retfærdighed
Folkets front for demokrati og retfærdighed (tigrinya: ህዝባዊ ግንባር ንደሞክራስን ፍትሕን; arabisk: الجبهة الشعبية للديمقراطية والعدالة) er det regerende politiske parti i Eritrea. Nuværende partileder er landets præsident Isaias Afewerki.

## Historie
Folkets front for demokrati og retfærdighed oprettedes i 1994. Året forinden var en FN-støttet folkeafstemning blevet afholdt, hvori eritreanerne stemte for selvstændighed fra Etiopien, men gruppen havde i praksis regeret området siden Eritreas selvstændighedskamps afslutning i 1991, da den kommunistiske regering i Addis Abeba blev styrtet.
Dets forgænger var den væbnede marxistiske og afrikansk-socialistiske gruppe Eritreanske folks befrielsefront. På en partikongres i 1987 forkastedes stort set marxisme-leninismen som gruppens kerneideologi, og man begyndte i stedet at propagandere for en form for revolutionær eritreansk nationalisme. Målet blev at forsøge at inkludere andre eritreanske selvstændigheds- og nationalistgrupper.

## Politisk platform
Siden forkastelsen af marxisme-leninismen mod Den Kolde Krigs afslutning har partiet under Isaias Afewerkis ledelse i stedet fremstillet sig som nationalistisk og vil inkludere alle eritreanske nationalister uanset politisk farve.